# Lago Sommen
O Sommen (  pronúncia) é um lago da Suécia, cuja maior parte está localizada no sudoeste da província histórica da Östergötland, e uma parte menor na província da Småland.
Tem uma área de 132 km² e uma profundidade máxima de 53 m.
Está localizado a 15 km a oeste da pequena cidade de Kisa.

Tem uma forma irregular, com numerosas ilhas - "tantas quantos os dias do ano" - e estreitos apertados. As suas águas são conhecidas pela sua limpidez e são procurada pelos pescadores amadores devido à abundância de truta do ártico.

## Etimologia
O nome geográfico Sommen deriva do termo dialetal local "somme" com o significado ”vasilha demasiado grande para a sua função”, aparentemente uma alusão à forma e tamanho do lago.

Segundo uma lenda da região, o lago foi criado por uma vaca chamada "Urkon" que num acesso de fúria deu tantos coices que abriu um buraco enorme e irregular que depois seria enchido de água.

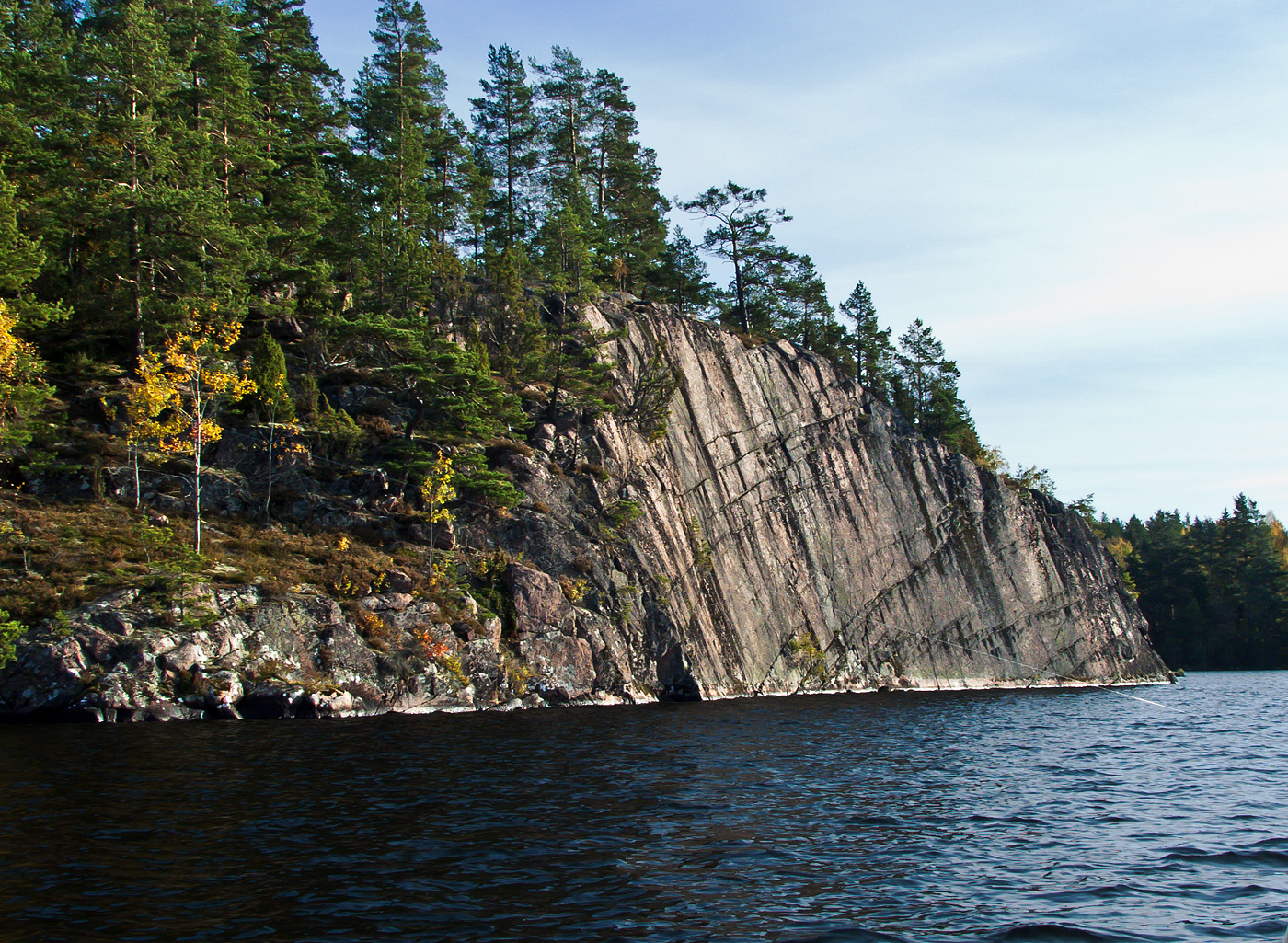
Margens rochosa e escarpadas
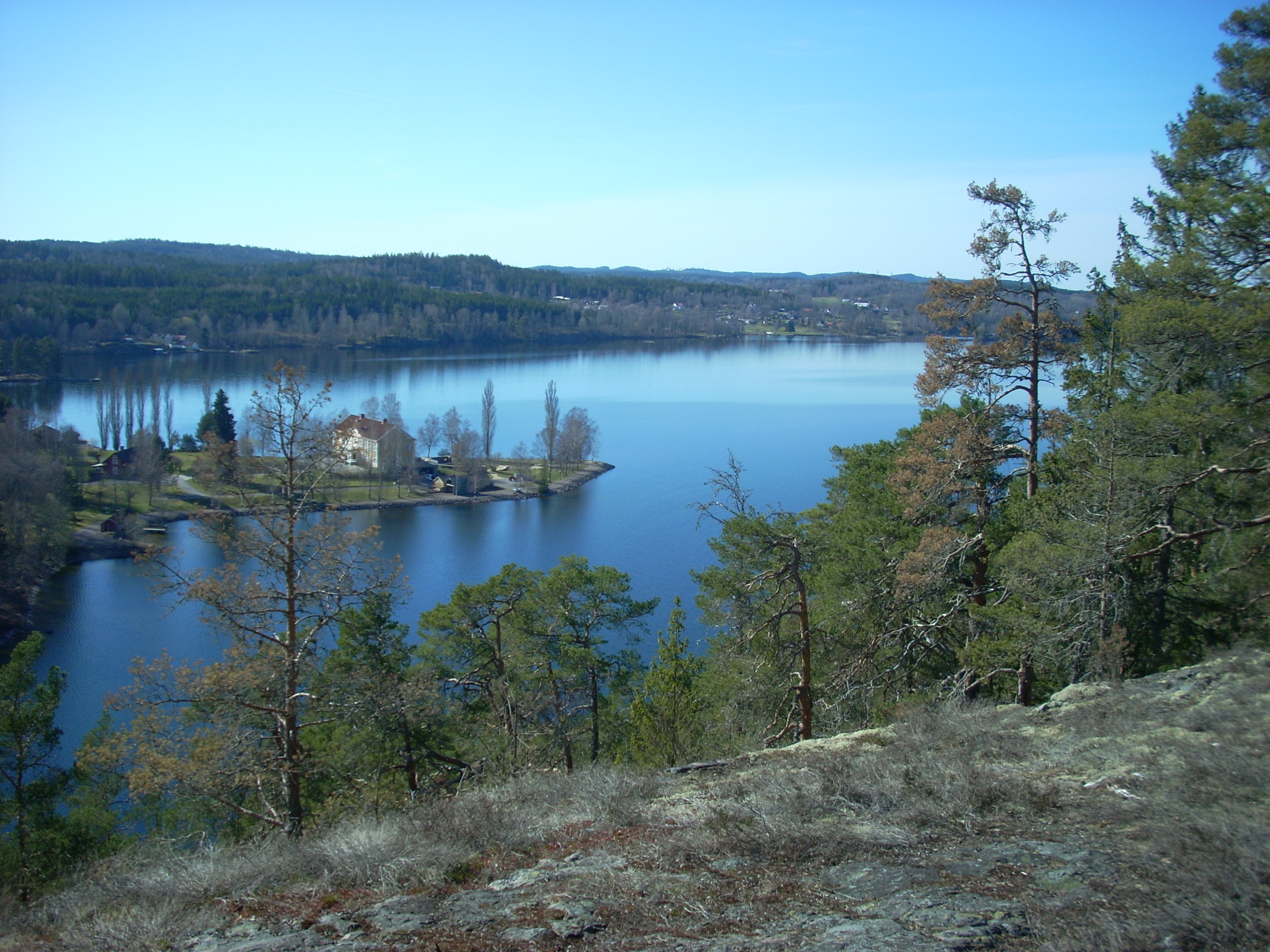
Reserva natural de Norra Vi